# Ajaguz (řeka)
Ajaguz (rusky Аягуз) je řeka ve Východokazašské a Almatské oblasti v Kazachstánu. Je 492 km dlouhá. Povodí má rozlohu 15 700 km².

## Průběh toku
Pramení na severních svazích hřbetu Tarbagataj. Teče polopouštní krajinou. Při malém stavu vody se ztrácí v píscích Balchašalakolské propadliny a při velkém stavu vody ústí do východní části jezera Balchaš.

## Vodní stav
Zdroj vody je převážně sněhový. V letním období je voda v řece mírně slaná.

## Využití
Využívá se na zavlažování. Leží na ní město Ajaguz.